# Estádio Moses Mabhida
O Estádio Moses Mabhida (em inglês:  Moses Mabhida Stadium) é um estádio na África do Sul, construído às margens do Oceano Índico, localiza-se em Durban. Fica no Complexo Esportivo Kings Park, próximo do Estádio Kings Park, de rugby, e foi construído no lugar de outro estádio de futebol também chamado Kings Park, demolido em 2006.
Seu nome é uma homenagem a Moses Mabhida, um dos líderes na luta contra o apartheid, e está inscrito em arena multifuncional de última geração do Complexo Esportivo Kings Park. Sua capacidade inicial foi de 69.957 torcedores, reduzida para 54 mil após a Copa do Mundo de 2010, evento onde foi uma das sedes. Foram investidos US$ 350 milhões para sua construção.
Após a Copa do Mundo, o arco superior em "y" com 106 metros de altura, inspirado no do Estádio de Wembley e uma referência à bandeira da África do Sul, recebeu um funicular com a finalidade de ampliar o turismo da região, já que é possível ter uma vista privilegiada da cidade e de suas praias. A cobertura está ligada ao arco por meio de cabos de aço com 95 mm de diâmetro.
O clube AmaZulu Football Club manda seus jogos no estádio.

## Fases de construção
| Data                   | Fase | Descrição                                                              | Status   |
| ---------------------- | ---- | ---------------------------------------------------------------------- | -------- |
| 7 de agosto de 2006    | 1    | Demolição de parte do antigo estádio - Pavilhão Sul                    | Completo |
| 12 de julho de 2006    | 2    | Demolição parcial do antigo estádio - Pavilhão Norte northern pavilion | Completo |
| 23 de julho de 2006    | 3    | Demolição do restante do estádio                                       | Completo |
| 1 de abril de 2007     | 4    | Início da construção                                                   | Completo |
| 20 de março de 2008    | 5    | Início da construção do arco                                           | Completo |
| 13 de janeiro de 2009  | 5    | Construção completa do arco                                            | Completo |
| 1 de janeiro de 2009   | 6    | Início da construção da fachada de alumínio                            | Completo |
| 1 de agosto de 2009    | 7    | Início da fabricação dos cabos do teto e materiais correlatos          | Completo |
| 24 de novembro de 2009 |      | Conclusão oficial da construção                                        | Completo |

## Copa do Mundo FIFA de 2010
Recebeu jogos da Copa do Mundo de 2010, entre eles o realizado entre Brasil e Portugal, mais seis jogos, sendo uma das semifinais.
| Data   | Hora (UTC+2) | 1ª equipe     | Placar | 2ª equipe     | Fase      | Público |
| ------ | ------------ | ------------- | ------ | ------------- | --------- | ------- |
| 13 jun | 20:30        | Alemanha      | 4–0    | Austrália     | Grupo D   | 62 660  |
| 16 jun | 16:00        | Espanha       | 0–1    | Suíça         | Grupo H   | 62 453  |
| 19 jun | 13:30        | Países Baixos | 1–0    | Japão         | Grupo E   | 62 010  |
| 22 jun | 20:30        | Nigéria       | 2–2    | Coreia do Sul | Grupo B   | 61 874  |
| 25 jun | 16:00        | Portugal      | 0–0    | Brasil        | Grupo G   | 62 712  |
| 28 jun | 16:00        | Países Baixos | 2–1    | Eslováquia    | Oitavas   | 61 962  |
| 7 jul  | 20:30        | Alemanha      | 0–1    | Espanha       | Semifinal | 60 960  |

## Galeria

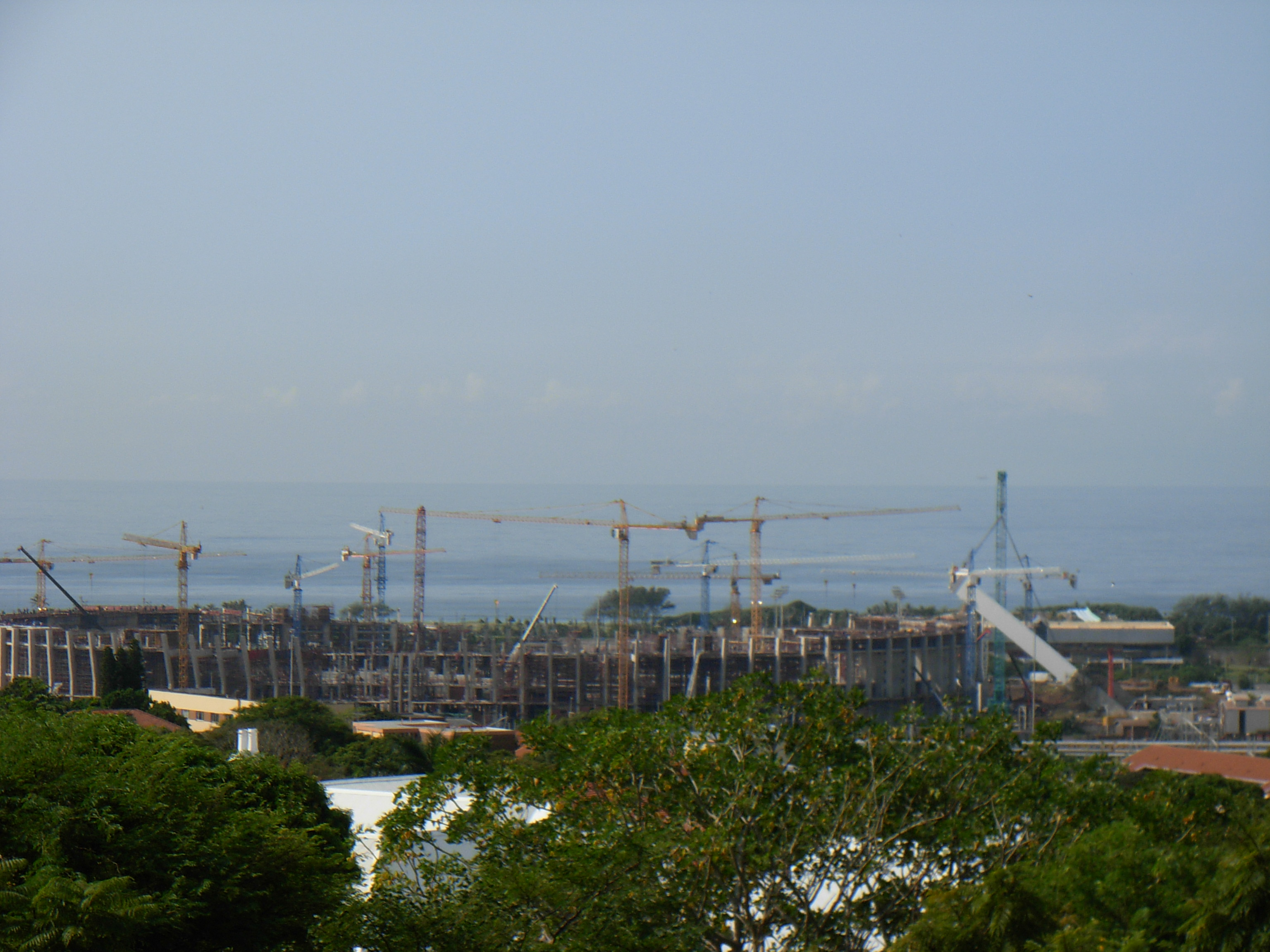
Em abril de 2008.
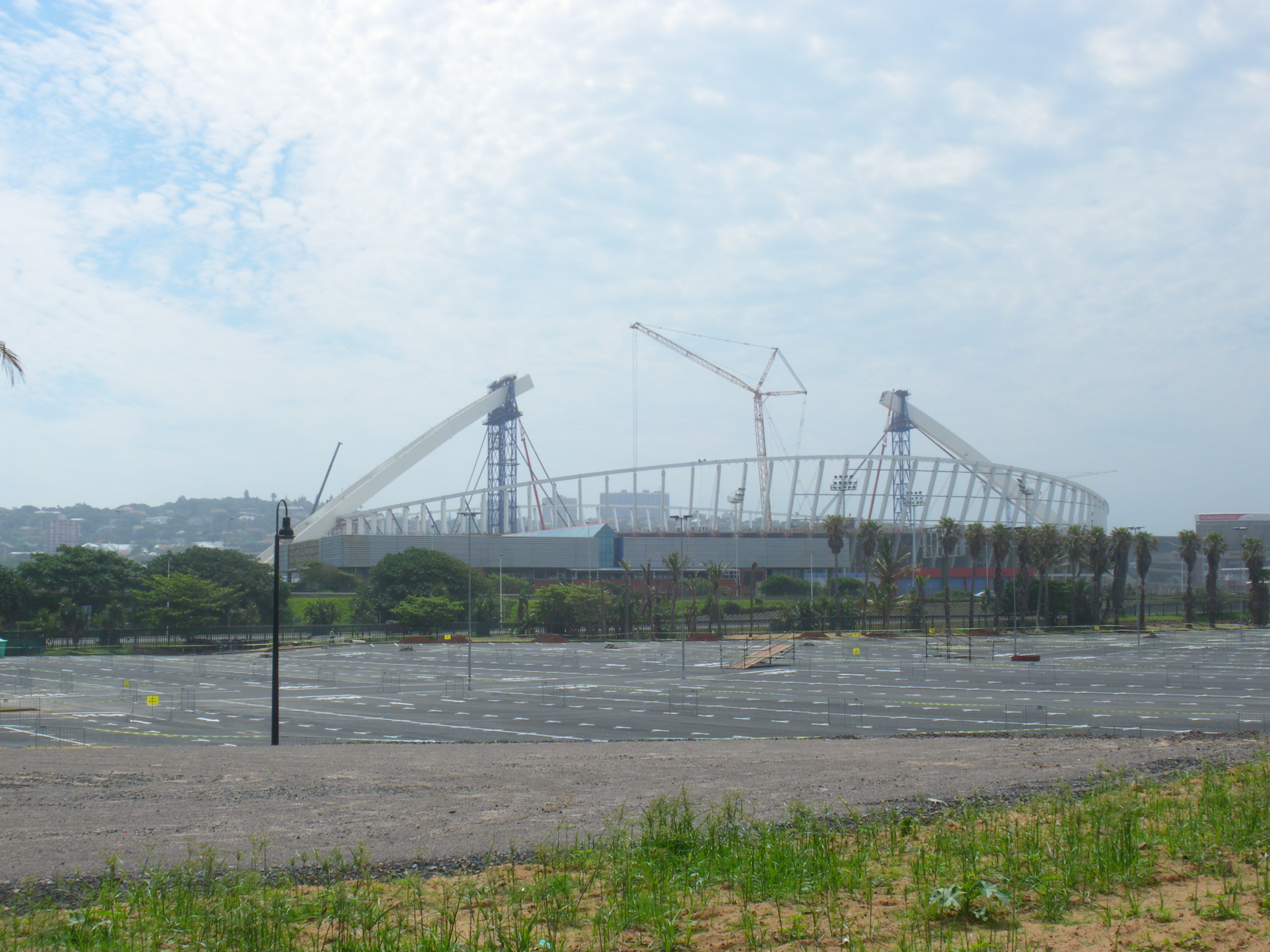
Em novembro de 2008.